# ليموريا (قارة)
ليموريا،، هذا الاسم من المفترض ان يرجع إلى القارة المفقودة، التي تقع في المحيط الهندي والمحيط الهادي. هذه الفكرة نشأت في القرن التاسع عشر، من الناحية النظرية الجيولوجية catastrophism، منذ ذلك الحين بدأت بعض الكتابات والدراسات بالبحث عن هذه الحضارة المفقودة.
هناك بعض الكتابات تظهر ليموريا بشكل مختلف مع بعض الاختلافات في التفاصيل إلا أن العلم والتاريخ يشترك بالاعتقاد بأن القارة موجودة في عصور ما قبل التاريخ ولكنها غرقت في المحيط بسبب التغيرات الجيولوجية.

## اصل القارة علمياً
في عام 1864 عالم الحيوان والمصنف فيليب سكالتر كتب مقالا في «والثدييات لمدغشقر» في مجلة للعلوم The Quarterly Journal of Science.. كتب يقول:
| ليموريا (قارة) | من المحتمل بأن الحالات الشاذة من الحيوانات الثدييات في مدغشقر أفضل تفسير لهالنفترض أن... انه كان هناك قارة كبيرة احتلت أجزاء من المحيطين الأطلسي والهندي... التي تم تدمير هذه القارة لتكون جزر، والتي أصبح بعض منها مع... أفريقيا، وبعض... مع ما هو الآن آسيا، وذلك الحال في مدغشقر وجزر ماسكارني، هذه القارة العظيمة، التي... وأود أن أقترح بانها كانت ليموريا. | ليموريا (قارة) |

و بعد تقبل فكرة القارة المفقودة داخل المجتمع العلمي، ومفهوم ليموريا بدأت تظهر في أعمال كثير من العلماء. إرنست هيكل، وهو عالم التصنيف ألماني متبع المنهج داروين، كما اقترح ان ليموريا تفسيرا لعدم وجود «حلقة مفقودة» في السجلات الخاصة بالحفريات. هيكل طرح هذه الفرضية قبل سكالتر (ولكن دون استخدام اسم ليموريا  تحديد موقع أصول الجنس البشري على هذه القارة المفقودة، وادعى سجل الحفريات لا يمكن العثور عليه لأنها غرقت تحت البحر.

## ليموريا في العقائد
طوال القرن التاسع عشر، وأتباع نظريات السيدة بلافاتسكي في العقيدة السرية التي تشرح بان التاريخ البشري قد مر بعدة حضارت وأجناس بشرية تتحدث العقيدة السرية عن سـبـعة اجناس بشرية وتحتل ليموريا المرتبة الثالثة في هذا التصنيف وتشرح في كتابها أسباب انقراض ليموريا وتنتهي بظهور الحضارة التي تليها وهي أطلانطس.

## وصلات خارجية
- صفحة (BBC) الإذاعة البريطانية http://news.bbc.co.uk/2/hi/science/nature/353277.stm